# Represa do Renascimento
A Represa do Renascimento (em amárico : ህዳሴ ግድብ) é uma barragem de gravidade na Etiópia em construção desde 2011. Situa-se no estado regional de Benichangul-Gumaz a cerca de 15 km a este da fronteira com o Sudão sobre o Nilo azul. Com uma capacidade de produção elétrica de 6000 MW, será o mais potente de África com capacidade para armazenar 63 quilómetros cúbicos de água, ou seja cerca de três vezes a potência de 2100 megawatts da represa de Assuã, no Egito, mas menos que a represa de Itaipú ou das Três-Gargantas.
O projecto, devolvido público a 31 de março de 2011, arrancou a 28 de maio de 2013 e a construção teria que durar até julho de 2020.

## Razões de construção
O governo da Etiópia quer o desenvolvimento da agricultura, o final da falta de energia e com a energia sobrante, vendê-la ao estrangeiro para reduzir a dívida do estado.

## Tensões com os países situados águas abaixo
O Egito, localizado a mais de 2 500 quilômetros a jusante do local, opós-se à barragem, que acredita reduzir a quantidade de água disponível no Nilo. As águas vindas dos palcos da Etiópia representam 86 % da água consumida no Egipto, e 95 % em período de enchentes. O projecto dessa represa depois engendrou vivas tensões com o executivo de Cairo. Pelo tratado de 15 de maio de 1902, a Etiópia estava efectivamente comprometida a não construir obras hidráulicas sobre o Nilo azul ou o Sobat sem o acordo das autoridades britânicas (arte. 3).
Em março de 2015, um acordo foi assinado entre Egipto, Sudão e a Etiópia, levando sobre a partilha da água, e mais particularmente a represa do Renascimento,